# Jonas Pleškys
Jonas Pleškys ou Jonas Plaskus, né le 10 mars 1935 en Lituanie et mort le 14 avril 1993 à Alameda (Californie), est un capitaine de ravitailleur de sous-marins de la marine soviétique.
Le 7 avril 1961, il conduisit son bateau de Klaipėda (Lituanie) à l'île suédoise de Gotland, alors que sa destination prévue était Tallinn, en Estonie. Les autorités soviétiques le condamnèrent à mort par contumace, mais il fut caché par la CIA, d'abord au Guatemala puis aux États-Unis. Le ravitailleur, qui n'était guère qu'une barge, fut rendu à l'Union soviétique.
Cet incident pourrait avoir inspiré Tom Clancy, l'auteur du roman Octobre rouge.
Jonas Pleškys travailla comme analyste-programmeur dans la Silicon Valley dans les années 1970. En 1979, il accepta un poste à Caracas. Il retourna brièvement en Lituanie en 1992.

## Source
- (en) Cet article est partiellement ou en totalité issu de l’article de Wikipédia en anglais intitulé « Jonas Pleškys » (voir la liste des auteurs).